# Hellige Knäächte un Mägde
Hellige Knäächte un Mägde (Kölsch für „Heilige Knechte und Mägde“) sind eine Tanzgruppe des Kölner Karnevals. Ihre Gründung kann bis in das 13. Jahrhundert zurückverfolgt werden; damit sind sie die älteste Traditionstanzgruppe Kölns.

## Geschichte
Im mittelalterlichen Köln gründeten Kölner Kappesboore (Kölsch für „Kohlbauern“) innerhalb der Stadtmauern fünf sogenannte Bauerbänke. Deren Söhne und Töchter trugen in den Pfarrprozessionen der mittelalterlichen Stadt Heiligenfiguren, tanzten zur Belustigung auf der Kirmes und pflegten das kölsche Brauchtum. Neben Bauernschütz und Fähnrich führt die Gruppe das Jeckenbääntche, auch Geckebähnche (entlehnt aus dem Vornamen Bernd) an. 
Dieser altkölschen Figur, meist als Hofnarr der freien Reichsstadt Köln beschrieben, begegnete man vornehmlich vom 16. bis zum 18. Jahrhundert bei städtischen festlichen Aufzügen. Das Jeckenbääntche trägt heute als Zeichen seines Amtes einen Säbel. Dieser ist die Umdeutung einer säbelförmigen Pritsche. Das Jeckenbääntche ist also ein Pritschenmeister.
Im März 1811 ist die Tanzgruppe im Huldigungszug zur Geburt Napoleons II. belegt. Am 10. Februar 1823 wurde sie zusammen mit den heutigen Kölsche Funke rut-wieß vun 1823 e.V. in den ersten Kölner Rosenmontagszug berufen, an dem sie seither ununterbrochen teilnehmen. Ohne „karnevalistische Attitüde“ traten sie – deutlich außerhalb der Karnevalssession – am 14. August 1842 offiziell vor König Friedrich Wilhelm IV. von Preußen auf dem Kölner Neumarkt auf, der hier die Grundsteinlegung zur Vollendung des Kölner Doms zelebrierte.
1928 waren sie die Tanzgruppe des Kölner Karnevals-Clubs e.V. Ab 1950 war die Traditionstanzgruppe bei der KG Lyskircher Junge von 1930 e.V. beheimatet.

## Aufspaltung/Markenschutz
Ab 1997 wurde die Gemeinsamkeit mit den Lyskircher Junge beendet, sie traten danach als eigenständige Gruppe auf. Seit 1998 sind die Hellige Knäächte un Mägde durch ein geschütztes Markenrecht alleine berechtigt, diesen Namen für die Tanzgruppe zu führen, die Kostüme in den traditionellen Trachtenfarben Rot, Weiß und Schwarz zu nutzen und sich als „Kölns älteste Traditionstanzgruppe im Kölner Karneval seit 1823“ zu bezeichnen.